# 上杉和彦
上杉 和彦（うえすぎ かずひこ、1959年11月30日 - 2018年10月14日）は、日本の歴史学者、元明治大学教授。専門は中世史、特に鎌倉幕府。

## 来歴
東京都生まれ。1983年東京大学文学部国史学科卒、1988年同大学院博士課程中退、1989年東京大学史料編纂所助手、1998年明大文学部助教授、2003年教授。1997年「日本中世法体系成立史論」で東大文学博士。2018年10月14日、急性心不全により逝去、58歳。

## 著書
- 『日本中世法体系成立史論』校倉書房「歴史科学叢書」、1996年
- 『源頼朝と鎌倉幕府』新日本出版社、2003年／吉川弘文館「読みなおす日本史」、2022年 ISBN　9784642075176
- 『大江広元』〈人物叢書〉吉川弘文館、2005年　ISBN　9784642052313
- 『戦争の日本史 6　源平の争乱』 吉川弘文館、2007年 ISBN　9784642063166
- 『平清盛 「武家の世」を切り開いた政治家』山川出版社「日本史リブレット人」、2011年
- 『歴史に裏切られた武士 平清盛』アスキー新書、2011年
- 『鎌倉幕府統治構造の研究』校倉書房、2015年

### 編著
- 『生活と文化の歴史学 1 経世の信仰・呪術』編 竹林舎、2012年（全10巻、他の巻も監修）

## 論文
- <上杉和彦